# Gubernatorzy generalni Australii
Gubernator generalny Związku Australijskiego (ang. Governor-General of the Commonwealth of Australia) – formalnie najwyższe stanowisko władzy wykonawczej na szczeblu federalnym w Australii. W praktyce jego rola jest głównie ceremonialna, zaś od zajmującej ten urząd osoby oczekuje się apolitycznego realizowania funkcji „Ojca (lub Matki) Narodu”.

## Charakterystyka urzędu
Istnienie tego urzędu wiąże się z faktem, iż Australia pozostaje w unii personalnej z Wielką Brytanią, w związku z czym król Australii, będący zarazem królem Wielkiej Brytanii i pozostałych Commonwealth realms, przez zdecydowaną większość czasu pozostaje poza terytorium kraju. W czasie jej nieobecności większość obowiązków i kompetencji, które w klasycznym modelu westminsterskim spoczywają na monarsze, jest realizowana przez gubernatora generalnego.
Gubernator ma prawo mianowania ministrów i sędziów, rozwiązania parlamentu oraz sygnowania ustaw. Przewodniczy Federalnej Radzie Wykonawczej i jest nominalnym dowódcą Australijskich Sił Zbrojnych. W praktyce jednak wszystkie swoje kompetencje realizuje w ścisłym porozumieniu z gabinetem federalnym, a zwłaszcza z premierem Australii. Gubernator generalny ma prawo użyć swych szczególnych prerogatyw samodzielnie tylko w zupełnie wyjątkowych sytuacjach. Ostatni raz zdarzyło się to w 1975 roku podczas kryzysu konstytucyjnego, jednak do dziś zasadność ich użycia w tamtej sytuacji budzi liczne kontrowersje.
Stołeczną rezydencją gubernatora jest Government House w Canberze, popularnie zwany Yarralumla. Inną oficjalną rezydencją jest Admirality House w Sydney.

## Powoływanie i kadencja
Formalnie powołanie gubernatora generalnego jest osobistym aktem królewskim, jednak zwyczajowo monarcha mianuje kandydata wskazanego przez premiera Australii. Długość kadencji gubernatora nie jest prawnie uregulowana, zależy głównie od decyzji premiera oraz samego gubernatora, jednak historycznie gubernatorzy urzędowali zwykle od 4 do 7 lat.

## Lista gubernatorów generalnych Australii
| #    | Portret          | Imię i nazwisko                           | Objął urząd         | Opuścił urząd    | Suweren             |
| ---- | ---------------- | ----------------------------------------- | ------------------- | ---------------- | ------------------- |
| 1    |                  | John Hope, 7. hrabia Hopetoun             | 1 stycznia 1901     | 22 stycznia 1901 | Wiktoria            |
| (1)  | 1 stycznia 1901  | John Hope, 7. hrabia Hopetoun             | 22 stycznia 1901    | Edward VII       |                     |
| 2    |                  | Hallam Tennyson, 2. baron Tennyson        | 9 stycznia 1903     | Edward VII       | 21 stycznia 1904    |
| 3    |                  | Henry Northcote, 1. baron Northcote       | 21 stycznia 1904    | Edward VII       | 9 września 1908     |
| 4    |                  | William Ward, 2. hrabia Dudley            | 9 września 1908     | Edward VII       | 6 maja 1910         |
| (4)  | 6 maja 1910      | William Ward, 2. hrabia Dudley            | 31 lipca 1911       | Jerzy V          |                     |
| 5    |                  | Thomas Denman, 3. baron Denman            | 31 lipca 1911       | Jerzy V          | 18 maja 1914        |
| 6    |                  | Ronald Munro-Ferguson                     | 18 maja 1914        | Jerzy V          | 6 października 1920 |
| 7    |                  | Henry Forster, 1. baron Forster           | 6 października 1920 | Jerzy V          | 8 października 1925 |
| 8    |                  | John Baird, 1. baron Stonehaven           | 8 października 1925 | Jerzy V          | 21 stycznia 1931    |
| 9    |                  | Isaac Isaacs                              | 21 stycznia 1931    | Jerzy V          | 20 stycznia 1936    |
| (9)  | 20 stycznia 1936 | Isaac Isaacs                              | 23 stycznia 1936    | Edward VIII      |                     |
| 10   |                  | Alexander Hore-Ruthven, 1. baron Gowrie   | 23 stycznia 1936    | Edward VIII      | 11 grudnia 1936     |
| (10) | 11 grudnia 1936  | Alexander Hore-Ruthven, 1. baron Gowrie   | 30 stycznia 1945    | Jerzy VI         |                     |
| 11   |                  | Henryk Windsor, książę Gloucester         | 30 stycznia 1945    | Jerzy VI         | 11 marca 1947       |
| 12   |                  | William McKell                            | 11 marca 1947       | Jerzy VI         | 6 lutego 1952       |
| (12) | 6 lutego 1952    | William McKell                            | 8 maja 1953         | Elżbieta II      |                     |
| 13   |                  | William Slim                              | 8 maja 1953         | Elżbieta II      | 2 lutego 1960       |
| 14   |                  | William Morrison, 1. wicehrabia Dunrossil | 2 lutego 1960       | Elżbieta II      | 3 lutego 1961       |
| 15   |                  | William Sidney, 1. wicehrabia De L’Isle   | 3 sierpnia 1961     | Elżbieta II      | 7 maja 1965         |
| 16   |                  | Richard Casey, baron Casey                | 7 maja 1965         | Elżbieta II      | 30 kwietnia 1965    |
| 17   |                  | Paul Hasluck                              | 30 kwietnia 1965    | Elżbieta II      | 11 lipca 1974       |
| 18   |                  | John Kerr                                 | 11 lipca 1974       | Elżbieta II      | 8 grudnia 1977      |
| 19   |                  | Zelman Cowen                              | 8 grudnia 1977      | Elżbieta II      | 29 lipca 1982       |
| 20   |                  | Ninian Stephen                            | 29 lipca 1982       | Elżbieta II      | 16 lutego 1989      |
| 21   |                  | Bill Hayden                               | 16 lutego 1989      | Elżbieta II      | 16 lutego 1996      |
| 22   |                  | William Deane                             | 16 lutego 1996      | Elżbieta II      | 29 czerwca 2001     |
| 23   |                  | Peter Hollingworth                        | 29 czerwca 2001     | Elżbieta II      | 29 maja 2003        |
| 24   |                  | Michael Jeffery                           | 11 sierpnia 2003    | Elżbieta II      | 5 września 2008     |
| 25   |                  | Quentin Bryce                             | 5 września 2008     | Elżbieta II      | 28 marca 2014       |
| 26   |                  | Peter Cosgrove                            | 28 marca 2014       | Elżbieta II      | 1 lipca 2019        |
| 27   |                  | David Hurley                              | 1 lipca 2019        | Elżbieta II      | 8 września 2022     |
| (27) | 8 września 2022  | David Hurley                              | 1 lipca 2024        | Karol III        |                     |
| 28   |                  | Samantha Mostyn                           | 1 lipca 2024        | Karol III        | nadal               |